# Amomum queenslandicum
Amomum queenslandicum är en enhjärtbladig växtart som beskrevs av Rosemary Margaret Smith. Amomum queenslandicum ingår i släktet Amomum och familjen Zingiberaceae. Inga underarter finns listade i Catalogue of Life.